# ルターニャ・アルダ
ルターニャ・アルダ（Rutanya Alda, 1942年10月13日 - ）は、ラトビア出身の女優。

## 人物
ラトビアのリガに生まれた。父親は詩人。母親は実業家。
1968年、『ロバート・デ・ニーロのブルーマンハッタン/BLUE MANHATAN2・黄昏のニューヨーク』でデビュー。
1977年6月に俳優のリチャード・ブライトと結婚。

## 主な出演作品
- ロバート・デ・ニーロのブルーマンハッタン/BLUE MANHATAN2・黄昏のニューヨーク Greetings (1968年)
- 哀しみの街かど The Panic in Needle Park (1971年)
- ロング・グッドバイ The Long Goodbye (1973年)
- スケアクロウ Scarecrow (1973年)
- ビリー・ザ・キッド/21才の生涯 Pat Garrett and Billy the Kid (1973年)
- グリニッチ・ビレッジの青春 Next Stop, Greenwich Village (1976年)　※クレジットなし
- フューリー The Fury (1978年)
- ディア・ハンター The Deer Hunter (1978年)
- 夕暮れにベルが鳴る When a Stranger Calls (1979年)
- 愛と憎しみの伝説 Mommie Dearest (1981年)
- 月を追いかけて Racing with the Moon (1984年)
- ブラック・ウィドー Black Widow (1987年)
- ブルックリン最終出口 Last Exit to Brooklyn (1989年)
- ダーク・ハーフ The Dark Half (1993年)